# Kálmán Kandó
Pour les articles homonymes, voir Kando.
Dans le nom hongrois Kandó Kálmán, le nom de famille précède le prénom, mais cet article utilise l’ordre habituel en français Kálmán Kandó, où le prénom précède le nom.
Kálmán Kandó de Egerfarmos et Sztregova (egerfarmosi és sztregovai Kandó Kálmán, [ˈɛgɛɾfɒɾmoʃ ˌeːʃ ˈstɾɛgovɒi ˈkɒndoː ˌkaːlmaːn]), né le 8 juillet 1869 à Pest et décédé le 13 janvier 1931 à Budapest, est un ingénieur hongrois spécialisé dans le développement de matériels ferroviaires.
Il met au point des moteurs électriques triphasés de grande puissance et contribue très largement au développement des premières locomotives électriques en concevant des architectures originales du groupe motopropulseur.
On lui doit en particulier les transmissions hyperstatiques par bielles de plusieurs séries de locomotives italiennes et des prototypes 2D2 400 du PO. C'est aussi Kandó qui a conçu, dans la décennie 1920,  l'idée de l'électrification à la fréquence industrielle de 50 Hz, à 16 kV, sur la ligne Budapest-Hegyeshalom. Bien que cette ligne n'avança d'abord que peu au-delà l'étape pilote, 30 ans plus tard Fernand Nouvion de la Société nationale des chemins de fer français a saisi l'initiative d'électrifier son réseau sous 25 kV 50 Hz.
Il est le beau-frère du députa Béla Baghy.

## Honneur
L'astéroïde (126245) Kandókálmán est nommé en son honneur.